# Siegfried Sauter
Siegfried Sauter (* 1916 in Degerloch; † 3. Juni 2008 in Waiblingen) war ein deutscher Fotograf und Mitglied der Deutschen Antarktischen Expedition 1938/39.

## Leben
Siegfried Sauter besuchte von Juni 1934 bis April 1935 die Flugschule der Hitlerjugend in Böblingen und wurde zum Segelpiloten ausgebildet. Anschließend trat er in die Luftwaffe ein und wurde dort Luftbildfotograf. Nach seiner Dienstzeit arbeitete er ab 1937 für die Hansa Luftbild GmbH. Er nahm 1938/39 als Luftbildner an der Deutschen Antarktischen Expedition unter der Leitung von Alfred Ritscher teil. Diese Expedition erkundete aus der Luft mit zwei Dornier Wal-Flugbooten ein etwa 600.000 km² großes Gebiet, das den Namen Neuschwabenland erhielt. Er bildete zusammen mit Flugkapitän Richardheinrich Schirmacher die Besatzung des Flugbootes Boreas und fertigte etwa die Hälfte der 11.600 Luftbilder der Expedition an. Ein aus dem Inlandeis herausragenden Felsrücken wurde von der Expeditionsleitung Sauterriegel genannt.
1955 heiratete Sauter Gertrud Kienzle und übernahm in der Folgezeit das Fotogeschäft seines Schwiegervaters, das er bis in die 1990er Jahre leitete. In die Antarktis kehrte er 1989 zurück, als der Dokumentarfilmer Franz Lazi einen Film zu der Expedition von 1938/39 drehte. Einige von Sauters Aufnahmen seiner Expeditionen in die Antarktis wurden 1994 im Rathaus der Stadt Waiblingen ausgestellt. Im Jahre 2004 gab er dem Autor Heinz Schön ein Interview zu seinen Erlebnissen in der Antarktis, das in dem Buch Mythos Neu-Schwabenland abgedruckt wurde.
Sauter war das letzte noch lebende Mitglied der Deutschen Antarktischen Expedition 1938/39.

## Schriften
- Als Photograph zum Südpol. In: Walther Heering (Hrsg.). Photo Magazin April 1952. Bruckmann-Verlag, München.